# Manfredonia
Manfredonia je grad u talijanskoj pokrajini Foggia u regiji Apulija.

## Zemljopisne karakteristike
Nalazi se na jugu poluotoka Gargano, na ulazu u istoimeni zaljev u Jadranskom moru, sjeveroistočno od Foggie.

## Povijest
Romanička crkva Santa Maria di Siponto iz 1117., udaljena 3 km jugozapadno od grada, označava mjesto na kom se nalazio antički grad Sipontum kog su Rimljani zauzeli 217. pr. Kr.
Još od 1. st. Sipontum (kasniji  Siponto) je biskupsko središte, koje su stanovnici napustili početkom 13. st, zbog nezdrave klime iz obližnjih laguna i preselili se u obližnju Manfredoniju koju je 1260. godine osnovao kralj Sicilije Manfred. Grad su 1620. godine razorili Turci.

## Znamenitosti
Najveće znamenitosti Manfredonije su utvrda i romanička crkva San Domenico. U gradu se nalazi i muzej s artefaktima iz antičkog grada Sipontuma.

## Gospodarstvo
Stanovnici se pretežno bave poljoprivredom, ribarstvom i trgovinom, uz sve značajniji turizam.

## Vanjske poveznice
- Službene stranice grada
- Manfredonia na portalu Encyclopædia Britannica